# 1174
Високе Середньовіччя •  Золота доба ісламу •  Реконкіста •  Хрестові походи •  Київська Русь

## Геополітична ситуація
Візантію очолює Мануїл I Комнін (до 1180). Фрідріх Барбаросса є імператором Священної Римської імперії (до 1190), Людовик VII Молодий королює у Франції (до 1180).
Апеннінський півострів розділений: північ належить Священній Римській імперії, середню частину займає Папська область, більша частина півдня належить Сицилійському королівству. Деякі міста півночі: Венеція, Піза, Генуя тощо, мають статус міст-республік, частина з яких об'єднана Ломбардською лігою.
Південь Піренейського півострова в руках у маврів. Північну частину півострова займають християнські Кастилія, Леон (Астурія, Галісія), Наварра та Арагонське королівство (Арагон, Барселона). Королем Англії є Генріх II Плантагенет (до 1189), королем Данії — Вальдемар I Великий (до 1182).
У Києві почалося княжіння Романа Ростиславича (до 1176). Ярослав Осмомисл княжить у Галичі (до 1187), Святослав Всеволодович у Чернігові (до 1177), Михайло Юрійович у Володимирі-на-Клязмі (до 1175). Новгородська республіка та Володимиро-Суздальське князівство фактично відокремилися від Русі. У Польщі період роздробленості. На чолі королівства Угорщина став Бела III (до 1196).
На Близькому сході існують держави хрестоносців: Єрусалимське королівство, Антіохійське князівство, графство Триполі. Сельджуки окупували Персію та Малу Азію, в Єгипті та частині Сирії править династія Аюбідів, у Магрибі панують Альмохади, у Середній Азії правлять Караханіди та Каракитаї. Газневіди втримують частину Індії. У Китаї співіснують держава ханців, де править династія Сун, держава чжурчженів, де править династія Цзінь, та держава тангутів Західна Ся. На півдні Індії домінує Чола. В Японії триває період Хей'ан.

## Події
- Чернігівський князь Святослав Всеволодович захопив Київ, але одразу ж повернувся в Чернігів, бо хотів залишити його собі також.
- Ярослав Ізяславич повернувся в Луцьк, а Ростиславичі відновили на київському престолі Романа Ростиславича.
- 29 червня у Володимирі-на-Клязьмі боярами вбито князя володимиро-суздальського Андрія Боголюбського.
- Конфлікт між англійським королем Генріхом II Плантагенетом та його синами завершився примиренням.
- Король Шотландії Вільгельм Лев, допомагаючи синам Генріха II проти батька, потрапив у полон. Генріх відпустив його в обмін на омаж.
- Королем Єрусалиму став Балдуїн IV.
- Після смерті Нур ад-Діна, Дамаск захопив Салах ад-Дін.
- Імперія Пала припинила існування.